# Península Foxe
La península de Foxe (del inglés: 'Foxe Peninsula') es una península localizada en el extremo sur de la isla de Baffin, perteneciente a la región Qikiqtaaluk del Territorio Autónomo de Nunavut, Canadá. 

## Geografía
Se encuentra en el extremo sur de la isla y avanza en el mar en dirección suroeste, dividiendo las aguas de cuenca Foxe, al norte, de las del estrecho de Hudson, al sur, siendo una de las riberas del canal de Foxe, que conecta ambas masas de aguas. El istmo tiene una anchura de unos 80 km y su longitud en dirección EW, es de unos 215 km, siendo su anchura máxima de 145 km. La costa septentrional a cuenca Foxe es una costa baja con playas y amplías bahías, siendo la meridional, la que baña el estrecho de Hudson, muy fracturada con abundantes fiordos y pequeñas islas casi unidas a la tierra. 

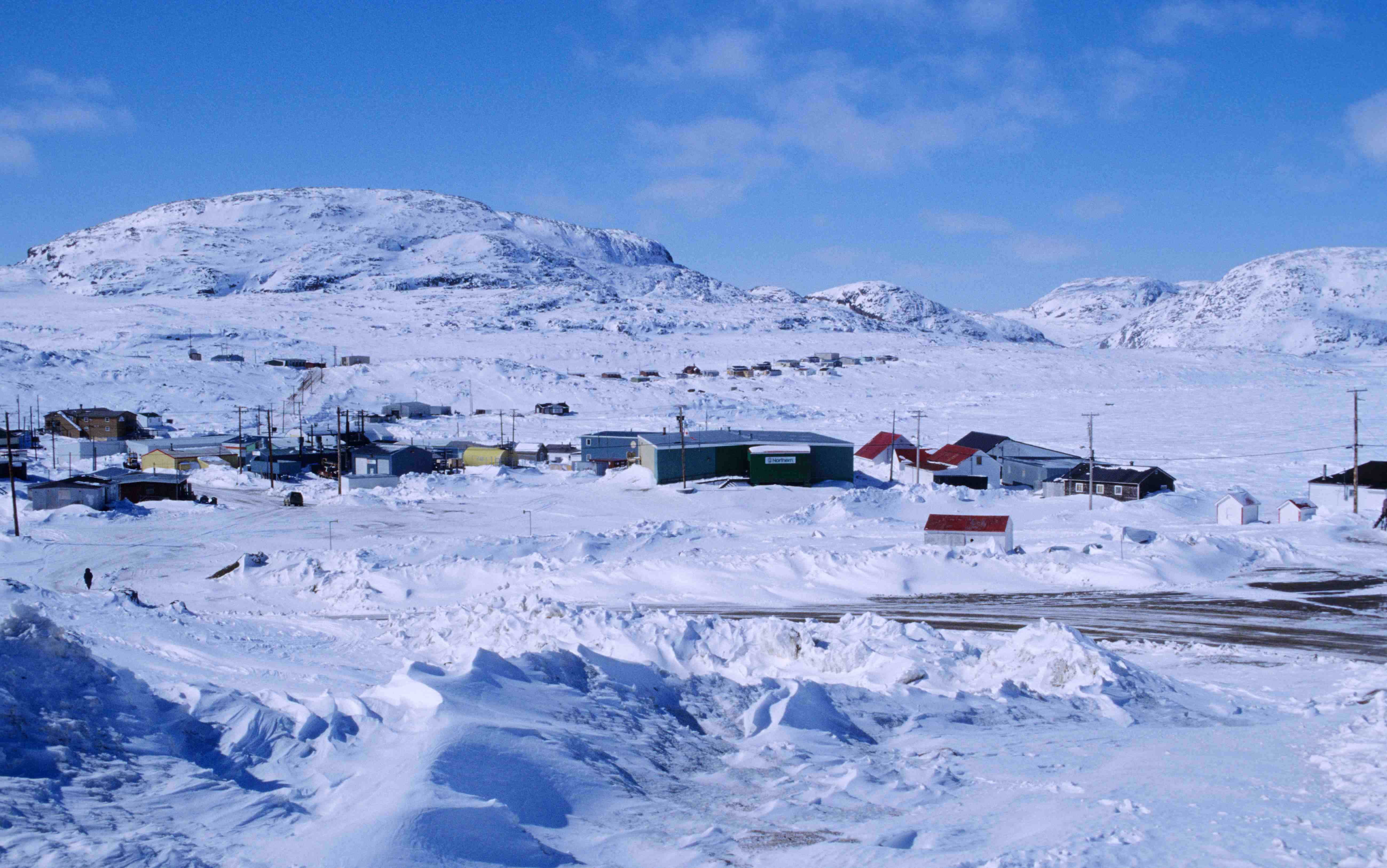
La aldea de Cape Dorset (Kinngait en inuit) (mayo de 1997).

Su extremo occidental es cabo Queen,  el septentrional cabo Dorchester y el meridional cabo Dorset, en una pequeña isla muy próxima a la península, Isla Dorset, donde hay un pequeño aeropuerto. En las proximidades de este último se encuentra la aldea inuit de cabo Dorset (Kinngait en inuit, que significa «alta montaña»). En el año 2006 tenía 1236 habitantes. Desde la década de 1950, cabo Dorset, que se denomina a sí misma «capital del arte inuit» ha sido un centro de dibujo, grabado y talla, y hoy día, el grabado y la talla son las principales actividades económicas de la comunidad. Cabo Dorset ha sido considerada como la mayor comunidad artística de Canadá, con aproximadamente el 22% de la mano de obra empleada en las artes.

## Historia
La península lleva el nombre del explorador inglés Luke Foxe, que en su expedición de 1631, fue el primer navegante conocido que se adentró en las aguas de la cuenca Foxe recorriendo la costa occidental de la isla de Baffin, hasta que se vio obligado a regresar a causa del hielo, a 66°47' N. 